# I'll Be Waiting/Blackball
I'll Be Waiting/Blackball è il primo singolo dalla band punk Offspring, pubblicato nel 1986.
Si tratta di un singolo a doppio lato, contenente sia la canzone I'll Be Waiting e sia la canzone Blackball.
Entrambe verranno poi incluse nell'album The Offspring del 1989.
La band pubblicò I'll Be Waiting/Blackball sotto l'etichetta discografica Black Label Records. La Black Label Records degli Offspring in realtà non esiste come casa discografica, si tratta solo di un nome di una marca di birra riadattato in forma "discografica" che gli Offspring hanno utilizzato per far credere di essere stati contrattualizzati da una casa discografica.
Vennero stampate solo 1000 copie, 500 con la copertina e 500 senza.

## Tracce
LATO A
1. I'll Be Waiting - 3:26

LATO B
1. Blackball - 3:06

## Formazione
- Bryan Holland (Dexter Holland) - voce
- Child C-2017 (Noodles) - chitarra
- Greggor (Greg K) - basso
- James Frederick Lilja - batteria

## I'll Be Waiting/Blackballnella cultura di massa
- Blackball è presente nel videogioco Tony Hawk's Pro Skater 4[5].